# Lily Greenham
Lily Greenham, Lily Lax, née en 1924 à Vienne et décédée en 2001 à Londres, est une compositrice et artiste visuelle danoise. Pionnière de la poésie concrète dans le domaine musical et inventrice de la lingual music, elle est connue pour ses morceaux expérimentaux mixant des enregistrements de voix humaine, tels Relativity (1974) et Traffic (1975).

## Biographie
Née à Vienne de parents danois, Lily Lax, émigre avec sa famille à Copenhague en 1938. Elle y suit alors une formation de chanteuse avant de regagner l'Autriche pour commencer des études à l'Académie de musique de Vienne en 1952. Vers la fin des années 1950, elle participe au théâtre expérimental de Wiener Gruppe en interprétant notamment des textes de Gerhard Rühm, Konrad Bayer et Hans Carl Artmann.
Après son déménagement à Paris en 1964, elle s'associe au Groupe de Recherche d'Art Visuel (GRAV) puis se fait connaître à travers plusieurs expositions collectives telles "Mouvement 2" (1964) à la Galerie Denise René, à Paris, "The Responsive Eye" (1965) au MoMA, à New York, ou encore "Formas computables" (1969) au centre d'informatique de l'université de Madrid. À cette époque, elle est surtout remarquée pour son travail de plasticienne, notamment avec son collage Study of Differentiation and Identity in Visual Perception: Three Variations (1964) présenté dans "The Responsive Eye". Son œuvre plastique est conventionnellement rattachée à l'Op Art.
Au début des années 1970, elle s'installe à Londres avec son mari, le musicien et poète Peter Greenham. Elle travaille notamment avec le BBC Radiophonic Workshop au sein duquel elle réalise l'œuvre sonore Relativity en 1974. Elle utilise alors sa propre voix et adapte la technique du tape loop (consistant à réaliser des boucles de bande magnétique originales, produisant des rythmes et des répétitions) à des textes enregistrés. Elle donne à son innovation le nom de "lingual music". Cette période d'effervescence créative est marquée par sa collaboration avec les musiciens John Tchicai, Wolfgang Dauner, Bob Downes, Barry Guy, Hugh Davies, Max Eastley et Peter Cusack. En 1972, elle présente notamment ses œuvres de poésie sonore lors du festival des Rencontres de Pampelune, consacré aux avant-gardes artistiques.
Elle réalise ses dernières compositions notoires au début des années 1980 (Polar Polaris, Borges) et demeure à Londres jusqu'à la fin de sa vie.

## Œuvres principales
Œuvres sonores :  
- 1971 : Do You Wonder About This Society? (5 min 07 s)
- 1974 : Relativity (8 min 13 s)
- 1975 : Traffic (10 min 31 s)
- 1976 : Circulation (9 min 51 s)
- 1979 : Seascape (7 min 58 s)
- 1982-1985 : Polar Polaris (8 min 51 s)
- 1984 : Borges (10 min 15 s)

Ses œuvres plastiques, moins connues, sont essentiellement conservées et exposées au Musée universel de Joanneum, à Graz, en Autriche.

## Discographie
- 1970 : International language experiments of the 50/60ies[9] (vinyle collectif)
- 1973 : Tune in to reality[10]
- 2007 : Lingual music[11] (compilation posthume)